# Episodi di Jimmy Jimmy (prima stagione)
La prima stagione della serie animata Jimmy Jimmy, composta da 26 episodi (52 segmenti), è stata trasmessa in Canada da Teletoon dal 13 febbraio al 14 novembre 2009.
In Italia la stagione è stata trasmessa dal 28 novembre 2009 su Disney XD.
| nº  | Titolo originale                | Titolo italiano            | Prima TV USA     | Prima TV Italia   |
| --- | ------------------------------- | -------------------------- | ---------------- | ----------------- |
| 1a  | I Totally Shredded My Cheese    |                            | 13 febbraio 2009 | 28 settembre 2009 |
| 1b  | Heloise's Wish List             |                            | 22 febbraio 2009 | 28 settembre 2009 |
| 2a  | Pop-Sicles                      |                            | 21 febbraio 2009 | 2009              |
| 2b  | Chez Beezy                      |                            | 21 febbraio 2009 | 2009              |
| 3a  | SpewTube                        | Ciak! Si gira!             | 28 febbraio 2009 | 2009              |
| 3b  | Monster Mutt                    |                            | 28 febbraio 2009 | 2009              |
| 4a  | A Cold Day in Miseryville       |                            | 7 marzo 2009     | 2009              |
| 4b  | Mount Misery                    |                            | 7 marzo 2009     | 2009              |
| 5a  | Heat Blanket Jimmy              |                            | 14 marzo 2009    | 2009              |
| 5b  | Cellphone-itis                  |                            | 14 marzo 2009    | 2009              |
| 6a  | Power Squid and Spaghetti Beezy |                            | 21 marzo 2009    | 2009              |
| 6b  | The Big Date                    |                            | 21 marzo 2009    | 2009              |
| 7a  | Carnival Lucius                 |                            | 28 marzo 2009    | 2009              |
| 7b  | Baby Boom                       |                            | 28 marzo 2009    | 2009              |
| 8a  | Way Below Par                   |                            | 4 aprile 2009    | 2009              |
| 8b  | Jimmy Matchmaker                |                            | 4 aprile 2009    | 2009              |
| 9a  | The Competition                 |                            | 11 aprile 2009   | 2009              |
| 9b  | Jimmy, Don't Be a Hero          |                            | 11 aprile 2009   | 2009              |
| 10a | A Hair-Brained Idea             |                            | 18 aprile 2009   | 2009              |
| 10b | Ghost Smackers                  |                            | 18 aprile 2009   | 2009              |
| 11a | Jimmy Gets a 'Stache            | Un paio di baffi per Jimmy | 30 maggio 2009   | 2009              |
| 11b | The Butley Did It               |                            | 30 maggio 2009   | 2009              |
| 12a | The Product Tester              |                            | 6 giugno 2009    | 2009              |
| 12b | Invasion of the Weavils         |                            | 6 giugno 2009    | 2009              |
| 13a | Catalogue of Misery             |                            | 13 giugno 2009   | 2009              |
| 13b | Bend It Like Wreckem            |                            | 13 giugno 2009   | 2009              |
| 14a | Wish You Weren't Here           |                            | 20 giugno 2009   | 2009              |
| 14b | Cerbee in Love                  |                            | 20 giugno 2009   | 2009              |
| 15a | The Racing Bug                  |                            | 27 giugno 2009   | 2009              |
| 15b | Too Many Jimmys                 |                            | 27 giugno 2009   | 2009              |
| 16a | Rear Pickle                     |                            | 11 luglio 2009   | 2009              |
| 16b | Clowns Gone Wild                |                            | 11 luglio 2009   | 2009              |
| 17a | The Masked Jackhammer           |                            | 18 luglio 2009   | 2009              |
| 17b | The Big Drip                    |                            | Inedito          | 2009              |
| 18a | Best Prank Ever                 |                            | 18 luglio 2009   | 2009              |
| 18b | Bad Horn Day                    |                            | 18 luglio 2009   | 2009              |
| 19a | Night in the Heinous Museum     |                            | 25 luglio 2009   | 2009              |
| 19b | I Married a Weavil              |                            | 25 luglio 2009   | 2009              |
| 20a | Meet the Gnomans                |                            | 1 agosto 2009    | 2009              |
| 20b | There's Always a Hiccup         |                            | 1 agosto 2009    | 2009              |
| 21a | I Am Jimmy                      |                            | 10 ottobre 2009  | 2009              |
| 21b | Happy Birthday, Lucius          |                            | 10 ottobre 2009  | 2009              |
| 22a | Fused Together                  |                            | 17 ottobre 2009  | 2009              |
| 22b | Bus Driving BFF                 |                            | 17 ottobre 2009  | 2009              |
| 23a | Rocket Jimmy                    |                            | 24 ottobre 2009  | 2009              |
| 23b | Pet Rocky                       |                            | 24 ottobre 2009  | 2009              |
| 24a | No Rules, Rulez Jimmy           |                            | 31 ottobre 2009  | 2009              |
| 24b | Best Bud Battle                 |                            | 31 ottobre 2009  | 2009              |
| 25a | Heloise's Big Secret            |                            | 7 novembre 2009  | 2009              |
| 25b | Jimmy in the Big House          |                            | 7 novembre 2009  | 2009              |
| 26a | Scents of a Heinous             |                            | 14 novembre 2009 | 2009              |
| 26b | There Will Be Chocolate         |                            | 14 novembre 2009 | 2009              |